# I. A. Richards
Ivor Armstrong Richards (Sandbach, Cheshire, 1893. február 26.  – Cambridge, 1979. szeptember 7.) angol irodalomkritikus és retorikus.
Könyvei, különösen a „Jelentés jelentése” (Meaning of Meaning), „Az irodalomkritika alapelvei” (Principles of Literary Criticism), „Gyakorlati kritika” (Practical Criticism) és a „Retorika filozófiája” (The Philosophy of Rhetoric) voltak az új retorika alapításának fontos befolyásoló tényezői. A „gyakorlati kritika” elve vezetett az alapos olvasás gyakorlatához, melyet gyakran a modern irodalomkritika kezdetének tekintünk. Richardsot gyakran tekintik a modern angol irodalomtudomány egyik alapítójának.